# Merrimack College
Merrimack College är ett amerikanskt privat college som ligger i North Andover i Massachusetts och hade totalt 3 337 studenter (3 033 undergraduate students och 304 postgraduate students) för hösten 2014.
Colleget grundades 1947 av Augustinorden med ett initialt syfte att hjälpa och stödja hemkommande soldater från andra världskriget.
De tävlar med 22 collegelag i olika idrotter via deras idrottsförening Merrimack Warriors.

## Alumner
| Film/TV - Charlie Day Idrottare - Joe Cannata - Declan Carlile - Stéphane Da Costa - Collin Delia | - Hampus Gustafsson - Johnny Kovacevic - Rob Ricci - Brett Seney - Karl Stollery - Jim Vesey |